# Тюхтяев, Леонид Борисович
Тюхтяев Леонид Борисович (21 июля 1956, г. Москва) — российский банкир, писатель и воздухоплаватель, обладатель 14 мировых рекордов в воздухоплавательном спорте, мастер спорта России международного класса.

## Биография
Женат, у Леонида Тюхтяева двое детей — 1979 и 1982 г.р., три внучки и два внука.
В 1972 году окончил среднюю школу, с 1973 по 1979 год учился в Московском Инженерно-Физическом Институте (с 2009 года — Национальный исследовательский ядерный университет «МИФИ») на факультете экспериментальной и теоретической физики.
В 1979—1990 года работал в системе Минатомэнерго СССР на пуске и наладке атомных энергоблоков, участвовал в расследовании аварий. В 1986 г. принимал участие в ликвидации последствий аварии на Чернобыльской АЭС, награждён памятным знаком.
С 2002 по 2014 года — председатель совета директоров «СБ-банка».
С 2012 по 2016 год год президент Федерации воздухоплавания России.
с 2012 года ― член президиума бюро Федерации авиационного спорта России.

## Спортивные достижения
Занимается воздухоплавательным спортом с 1996 г.
В течение 2007—2011 г. установил восемь мировых и множество российских рекордов на дирижаблях и аэростатах. В 2010, 2012 и 2014 г. годах принимал участие в воздухоплавательном Кубке Гордона Беннетта, старейшем и наиболее престижном авиационном соревновании в мире.
12 сентября 2008 года на газовом дирижабле AU-30 установил мировой рекорд по дальности полета на маршруте Санкт-Петербург — Киржач. Дальность полёта — 626 километров.
20 января 2009 года установил на тепловом дирижабле «Беспощадный» два национальных рекорда — по дальности и продолжительности полёта для тепловых дирижаблей. Дирижабль прошёл 40,2 км за 2 часа 06 минут.
В январе 2015 года совместно с американским пилотом Троем Брэдли (Troy Bradley) совершил уникальный перелет на газовом аэростате «ДВА ОРЛА» (регистрационный номер N-46305) через Тихий океан. Полёт начался 25 января 2015 года из города Сага (Япония) и проходил преимущественно на высоте 6000-8000 м. Спустя почти 7 суток, 31 января, пилоты израсходовали весь балласт и приводнились в 8 км от побережья полуострова Калифорния(Мексика). В ходе полёта было установлено два мировых рекорда: по дальности — 10 710 км, и продолжительности — 160 часов 43 минуты.

## Награды
В 2010 года присвоено звание мастера спорта России международного класса.
Награждён Золотым знаком ФАИ с тремя бриллиантами и Золотой медалью Сантос-Дюмона.
Серебряный призёр Кубка America’s Challenge — «Вызов Америки», стартующего из города Альбукерке (Соединённые Штаты Америки).
Кубок Хэрмона (Harmon Trophy) 2015 год.
Номинация шорт-лист на Кубок Кольера (Callier Trophy) 2015 год.
Почётный знак Олимпийского Комитета России «За заслуги» 2016 год.
Диплом Монгольфье (лучший полёт года на газовом аэростате) 2015 год.
Номинация во всемирный зал воздухоплавательной славы 2017 год.

## Творчество
В соавторстве с женой Ириной в 1987 году написал книгу «Зоки и Бада». Книга переиздавалась 10 раз. В 2016 году книга вышла в переводе на украинский язык. Пьесы по книге «Зоки и Бада» ставились в ряде театров юного зрителя, а также в «Содружестве актёров Таганки». Продолжение книги — «Школа зоков и Бады» также получило признание читателей.
В 2012 году издал книгу сатирических стихов для взрослых — «Стихи про дирижабли».(18+)
В 2022 году вышла иллюстрированная книга для детей «Самый воздушный шар в мире», написанная совместно с дочерью Маргаритой. 